# NK Valbandon
NK Valbandon 1972 hrvatski je nogometni klub iz naselja Valbandon, Općina Fažana, Istarskoj županiji.

## Opis
Nogometni klub Valbandon 1972. trenutno se natječe u 2. ŽNL Istarskoj, a službene boje kluba su žuta i plava.
Utakmice se igraju u Valbandonu na stadionu Bimbiane.

## Vanjske poveznice
- Službena web-stranica